# Hemiclepsis erhaiensis
Hemiclepsis erhaiensis (лат.) — вид плоских пиявок (Glossiphoniidae).

## Название
Видовой эпитет erhaiensis образован от названия озера, в котором вид был обнаружен — Эрхай (пиньинь Ěrhǎi).

## Описание
Тело листообразное, уплощённое. Длина тела 5—10 мм, максимальная ширина — 1,5—2,5 мм (тело тонкое и узкое в передней трети, кзади расширяется). Головной конец расширен и отделён от тела более узкой перетяжкой, несёт чашеобразную присоску. Поверхность тела покрыта сосочками, сгруппированными в 5 продольных рядов. Сосочки парных рядов (маргинального и парамедиального) располагаются посередине 2-го, центрального кольца каждого из сегментов средней части тела, в то время как сосочки непарного (медиального) ряда занимают 3-е кольцо этих сегментов.
Образцы, законсервированные в спирте, имеют красновато-бурую пигментацию. Сведений об окраске живых особей не приводится.
Тело сегментированное, сегменты I, XXV и XXVII состоят из 1 кольца, сегменты II—III, XXIV и XXVI состоят из 2 колец, сегменты IV—XXIII — из 3 колец одинаковой ширины. Суммарно количество колец равно 71. 
На переднем конце тела имеется 3 пары глаз. Глаза передней пары маленькие, расположены на 3 кольце (II сегмент), часто незаметны. Глаза 2-й пары занимают положение на границе 4 и 5 колец (III сегмент). Глаза 3-й пары находятся на 7 кольце (IV сегмент), пигментированы слабо.
Желудок с 11 парами разветвлённых карманов. Последняя пара карманов наиболее крупная, состоит из 6 лопастей, простирается назад до XXVI сегмента. Анальное отверстие открывается на границе предпоследнего и последнего сегментов. Задняя присоска диаметром 0,5—1 мм.
Гермафродиты. Имеются семенной и яйцевой мешки. Мужское и женское половые отверстия (гонопоры) разделены 1,5 кольцами: мужская гонопора открывается на 30-м кольце, а женская — между 31-м и 32-м кольцами. Семенных пузырьков 6 пар, они располагаются между 4—10 парами карманов желудка.
Голотип вида хранится в Институте гидробиологии (Китайская академиия наук).

## Распространение
Известна по единичной находке 15 экземпляров (из них 3 молодые особи), датируемой июнем 1964 года. Обнаружена в озере Эрхай (провинция Юньнань, Китай) на жабрах карпа Cyprinus crassilabris. 